# Levy Mwanawasa Stadium
Das Levy Mwanawasa Stadium ist eine Fußballstadion mit Leichtathletikanlage in der sambischen Stadt Ndola. 
Die Anlage ist nach Levy Mwanawasa, dem von 2002 bis zu seinem Tod 2008 amtierenden dritten Präsidenten Sambias, benannt.

## Geschichte
Das derzeit meist für Fußballspiele genutzte Sportstätte wurde ursprünglich für Panafrikanischen Spiele 2011 geplant und sollte das veraltete Dag Hammarskjold Stadium in Ndola ersetzen. Der Bauauftrag ging an chinesische Unternehmen. Nachdem Sambia die Ausrichtung im Dezember 2008 zurückgab, kam es jedoch zunächst nicht zum Baubeginn. 2010 sagte die chinesische Regierung die Errichtung zu. die am 9. Juni 2012 mit der Begegnung Sambia gegen Ghana, einem Qualifikationsspiel zur Fußball-WM 2014, eröffnet. Die doppelstöckige Haupt- und Gegentribüne wird, ähnlich wie beim Daegu-Stadion im südkoreanischen Daegu, von zwei Dachbögen überspannt. Es bieten sich den Besuchern 49.800 Plätze. Der Bau kostete 65 Mio. US-Dollar.